# Mélanie Bourotte
Mélanie Bourotte (* 1834 in Vigneulles-lès-Hattonchâtel, Département Meuse; † 1890 in Guéret) war eine französische Schriftstellerin.
Bourotte war befreundet mit dem Schriftsteller Anatole France, der sie in ihrem literarischen Schaffen förderte. Heute zählt Bourotte u. a. auch zu den Parnassiens.

## Werke (Auswahl)
- Au village. Conquêtesruraless d'un commandant. Didier, Paris 1874.
- Les confidences de Claudine. Paris 1889.
- Échos des bois. Vanier, Paris 1860.
- Histoire d'une giroflée. Ardant, Limoges 1875.
- La maison de roc. Bêtes et gens. Ardant, Limoges 1896.
- La maison forestière racontée aux enfants. Ardant, Limoges 1870.
- Métamorphose de Féruc l'estrange ou les résultats du reboisement. Didier, Paris 1875.
- La protection envers les animaux. Ardant, Limoges 1874.
- Sans héritiers. Gautier, Paris 1888.
- Le sphynx au foyer. Hennuyer, Paris 1883.
- Tout du long. Blériot & Gautier, Paris 1884.